# Gary Anssens
Gary Anssens, né dans les Yvelines le 18 novembre 1983, est un entrepreneur et PDG français. Depuis 2008, il est le fondateur et directeur général de la société Alltricks.

## Biographie
À l'âge de 20 ans, Gary Anssens se blesse gravement lors d'un accident de vélo ; hospitalisé, il est contraint d'arrêter ses études. De ses dires, en 2005 il crée un premier site de commerce en ligne de véhicules motorisés en provenance du continent asiatique.
En 2008, il fonde le site de vente en ligne Alltricks. Il explique que l'idée lui est venue après avoir remarqué l’absence de pièces détachés de vélo sur internet.
Par ailleurs, en 2014, au travers de la société Avanis (maison mère d’Alltricks) il devient actionnaire majoritaire de Riverside Publications[source insuffisante] qui détient le magazine spécialisé Vélo Vert.[pertinence contestée]
En 2019, Alltricks annonce la montée à son capital de Decathlon. Selon le communiqué de l'entreprise, Gary Anssens « conserve une part significative du capital ».
En janvier 2024, il organise sa sortie de l’opérationnel et cède ses fonctions à deux DG. Il continue d’accompagner l’entreprise Alltricks sur le plan stratégique.
En mars 2025, il est à la 10e place du classement des business angels les plus actifs réalisé par Challenges.

## Classements et prix
- 2015 : prix du jeune dirigeant dans le domaine de la technologie remis par l'institut Ivy[10],[11]
- 2019 : 92e place du classement « Choiseul 100 - leaders économiques de demain »[12],[13] et 21e place du classement « Choiseul 100 - sport et business »[14],[15]
- 2019 : prix « autodidacte de l'année » remis par l'association Harvard Business School Club of France[16],[17].
- 2020 : 80e place du classement « Choiseul 100 - leaders économiques de demain »[18] et 10e place du classement « Choiseul 100 - sport et business »[19]
- 2020 : Gary Anssens a également été élu "Personnalité Cross-Canal de l'année 2020" lors des Trophées LSA Cross Canal[20].
- 2022 : Gary Anssens est consacré "Personnalité qui fait le sport business en France" dans le palmarès du Choiseul Sport & Business, parmi 100 jeunes dirigeants de moins de 40 ans [21].